# Segundo Blanco
Segundo Blanco González (Gijón, 10 de novembre de 1899 - Mèxic, 29 de gener de 1957) fou un militant i dirigent anarquista espanyol.

## Biografia
Mestre Nacional de professió, que en la seva joventut, sent perseguit polític, va haver de treballar en múltiples labors com va ser mestre aparellador, activitat que va alternar amb els estudis nocturns. Es va encarregar durant la dictadura de Primo de Rivera de mantenir l'estructura de la CNT en Astúries i va arribar a ocupar el càrrec de Secretari General del sindicat en 1926. Aquest mateix any va ingressar a la presó, cosa que va tornar a fer en 1931 i 1934.
A l'inici de la Guerra Civil espanyola va presidir el Comitè de Guerra de Gijón, ocupant posteriorment de la Conselleria d'Indústria en el Consell Interprovincial d'Astúries i Lleó, romanent en el càrrec fins a la caiguda de Gijón, el 20 d'octubre de 1937. També va formar part de la Comissió de Guerra una vegada que aquesta es va transformar en el Consell Sobirà d'Astúries i Lleó.
Després de la caiguda del front nord, va fugir a França i va passar a Catalunya i, des d'allí, es va reincorporar a la lluita a València, on va ser responsable de Defensa del Comitè Nacional de la CNT. A l'abril de 1938 va formar part del govern de Juan Negrín ocupant la cartera d'Instrucció i Sanitat Pública. La seva activitat com a ministre d'Instrucció Pública i Sanitat va estar marcada per la penúria de mitjans i la dificultat d'atendre els serveis bàsics d'una població que disminuïa amb cada reculada del front militar i en un territori que es fracturava constantment. Encapçalaven el seu gabinet Joan Puig i Elias, com a subsecretari d'Instrucció Pública, Esther Antich Sariol, directora General de Primer Ensenyament; Francesc Galí, Director General de Belles Arts, i Josep Mestres Puig com a Subsecretari de Sanitat. El seu ministeri va ocupar-se particularment de l'evacuació de l'infància, sobretot a l'estranger, mitjançant el Consejo Nacional de la Infancia Evacuada (CNIE).
Acabada la Guerra Civil, Segundo Blanco va creuar de nou els Pirineus i es va instal·lar a la ciutat d'Orleans. La invasió de França pels exèrcits de l'Alemanya nazi el va portar a residir a Mèxic, on va morir en 1957. Durant el seu exili es va alinear amb la fracció política del moviment llibertari, mantenint per un temps el seu càrrec als governs de Juan Negrín i defensant la unitat d'acció amb els partits polítics, per la qual cosa va ser expulsat de la CNT.